# Leandro Nascimento Pinheiro
Leandro Nascimento Pinheiro (Primavera, 23 de maio de 1893 — Belém, 28 de fevereiro de 1963) foi um político brasileiro. Exerceu o mandato de deputado federal constituinte pelo Pará em 1934. Nasceu na vila de Quatipuru, no Pará, sendo filho de Antônio Germano do Nascimento e de Inês Pinheiro do Nascimento.
Iniciou os estudos primários no Externato Professor Paixão, em Belém. Em 1916, passou a estudar no colégio Pio Latino-Americano, tornando-se sacerdote no mesmo ano.
Retornou ao Pará em 1917, e se tonou pároco de Castanhal. Foi também vigário da cidade onde nasceu de 1918 a 1922, quando tornou-se coadjutor da catedral de Belém, onde permaneceria até 1924. Além de ter lecionado Filosofia no Seminário Maior, obteve diploma em Agronomia pela Escola Superior de Agronomia e Medicina Veterinária do Pará.
Participou da Revolução de 1930, ao lado do revolucionário paraense Joaquim de Magalhães Barata, e foi preso por duas vezes. Com a vitória do movimento em 24 de outubro de 1930, foi nomeado secretário-geral da junta governativa do Pará, cargo que exerceu até novembro daquele ano. Mais tarde, foi designado intendente municipal de Belém e o primeiro prefeito de tal capital.
Leandro fez parte do Clube 3 de Outubro, criado em maio de 1931, congregando as correntes tenentistas partidárias da manutenção e do aprofundamento das reformas instituídas pela Revolução de 1930

Em maio de 1933,  deputado à Assembléia Nacional Constituinte pelo Pará. Teve seu mandato estendido até maio de 1935, quando deixou a Câmara dos Deputados. Foi também professor de higiene rural do curso prático de auxiliar de veterinária e diretor da Escola Agrotécnica Tito Franco. Ainda, lecionaria psicologia educacional no Instituto de Educação do Pará.